# انتفاضة آسين وبيتر
انتفاضة آسن وبيتر (بالبلغارية: Въстание на Асен и Петър)‏ كان تمردا قام به البلغار والفلاش (الرومانيين) الذين يعيشون في مويسيا وجبال البلقان، ولاحقا في مدينة ثيمة الواقعة في مقاطعة برستيون في الإمبراطورية البيزنطية. كان سبب هذا التمرد هو زيادة الضرائب. بدأ في 26 أكتوبر 1185 يوم عيد القديس ديمتريوس ثيسالونيكي، وانتهى بتحرير بلغاريا وقيام الإمبراطورية البلغارية الثانية التي حكمتها سلالة آسين.

## خلفية الأحداث
قام الإمبراطور البيزنطي إسحاق الثاني ومن أجل جمع الأموال لزفافه مع ابنة الملك بيلا الثالث ملك المجر، بفرض ضريبة جديدة على سكان جبال الهايموس (الاسم السابق لـ جبال البلقان). لم يقبل سكان الجبال بهذا القرار واختاروا قائدين هما الأخوان (بيتر وآسين) من أجل التفاوض مع الإمبراطور إسحاق الثاني الذي كان يقيم في مدينة كيبسيلا (تعرف اليوم باسم إيبسالا) الواقعة في منطقة تراقيا جنوب البلقان. اقترح بيتر وآسين على الإمبراطور (لكي يتمكنوا من دفع الضريبة) أن ينضموا إلى الجيش البيزنطي وأن يمنحوا قطع أراضي من أجل توفير الدخل النقدي اللازم لدفع الضريبة. رفض الإمبراطور هذه الطلبات وعامل بيتر وآسين بقسوة فكان ردهما هو التهديد بالثورة.

## قيام الثورة
عندما عاد الأخوان من حيث جاءوا، كان العديد من السكان غير مستعدين للانضمام إلى التمرد. بنى الأخوان بيتر وآسين كنيسة القديس ديمتريوس في مدينة تارنوفو، تكريما للقديس ديمتريوس، الذي كان يُعتبر تقليديًا راعيًا لمدينة سالونيك البيزنطية، وادعى الأخوان أن القديس ديمتريوس قد توقف عن رعاية البيزنطيين قائلين للناس: «لقد قرر الله تحرير البلغار وشعب الفلاش وانهاء العبودية التي تحملتوها لفترة طويلة». أقنع هذا القول أتباع الأخوين كي يقوموا بالثورة فبدأوا بمهاجمة المدن البيزنطية وأخذ الأسرى والاستيلاء على الماشية. داهم المتمردون مدينة بريسلاف عاصمة الإمبراطورية البلغارية الأولى، بعد هذه الحادثة تولى بيتر شارة القيصر (أو الإمبراطور).
في ربيع عام 1186، بدأ إسحاق الثاني هجومًا مضادًا الذي كان ناجحا في البداية، ومع حلول الكسوف الشمسي في 21 أبريل 1186 نجح البيزنطيون في مهاجمة المتمردين ودحرهم، وفر العديد منهم إلى شمال نهر الدانوب، فقاموا لاحقا بالتواصل مع شعب الكومان. دخل إسحاق الثاني إلى منزل بيتر وأخذ أيقونة للقديس ديمتريوس، معتقدا أنه استعاد رعاية القديس ديمتريوس وعاد على عجل إلى القسطنطينية للاحتفال بانتصاره بالرغم من أن التمرد لم ينتهي بعد وكان هناك خطر من تعرضه لكمين. عندما عادت جيوش البلغار والفلاش مدعومة بحلفائهم من شعب الكومان، وجدوا المنطقة غير محمية ولم يستعيدوا فقط أراضيهم السابقة بل مويسيا بأكملها، وهي خطوة كانت بالغة الأهمية نحو إنشاء دولة بلغارية جديدة.

## تمرد البيزنطيين
عهد الإمبراطور إسحاق الثاني بالحرب إلى عمه (جون السيباستقراط )، الذي حقق عدة انتصارات ضد المتمردين ولكنه تمرد بعد ذلك. تم استبداله بصهر الإمبراطور(جون كانتاكوزينوس)، وهو استراتيجي جيد ولكن ليس على دراية بتكتيكات حرب العصابات التي يستخدمها سكان الجبال. تعرض جيشه لكمين وتكبد خسائر فادحة، بعد ملاحقة العدو بشكل غير حكيم في الجبال.
كان الجنرال الثالث المسؤول عن محاربة المتمردين هو ألكسيوس براناس والذي ثار بدوره على إسحاق الثاني. هزمه إسحاق الثاني بمساعدة صهر ثان له (كونراد)، صرفت هذه الحرب الأهلية الانتباه عن المتمردين ولم يتمكن إسحاق الثاني من إرسال جيش جديد لمحاربة المتمردين إلا في سبتمبر 1187. حقق البيزنطيون نصرا محدودا قبل فصل الشتاء، لكن المتمردين وبمساعدة شعب الكومان واستخدام تكتيكاتهم الجبلية كان لهم القوة والأفضلية.

## قيام الإمبراطورية البلغارية
في ربيع عام 1187، هاجم إسحاق الثاني قلعة لوفتش وحصارها لمدة ثلاثة أشهر لكنه فشل في الاستيلاء عليها. خسرت الإمبراطورية البيزنطية الإقليم الذي يضم الأراضي الواقعة بين جبال البلقان ونهر الدانوب مما أدى إلى توقيع هدنة، وبالتالي الاعتراف بحكم الأخوين بيتر وآسين على الإقليم، وهو ما أدى إلى قيام الإمبراطورية البلغارية الثانية. كان الشيء الوحيد الذي كسبه الإمبراطور إسحاق الثاني من هذه الحرب هو احتجازه لزوجة آسين وجون كالويان (شقيق بيتر وآسين) كرهائن.